# Mastax alternans
Mastax alternans es una especie de carabído con distribución restringida en República Democrática del Congo.